# Clinton (Kentucky)
Clinton è una città statunitense dello stato del Kentucky, capoluogo della  Contea di Hickman. 
Pare che debba il suo nome a un comandante  militare o di un battello fluviale che risiedeva colà al tempo in cui la città fu costituita. Clinton fu riconosciuta come comune nel 1831.